# Rechtskomitee Lambda
Das Rechtskomitee Lambda (RKL) ist ein im Jahre 1991 gegründeter Verein in Österreich, der sich für die Gleichberechtigung von homosexuellen und transidenten Menschen einsetzt. Vorsitzender ist Helmut Graupner.

## Ziele
Ziel der Arbeit des Vereins ist „die Beendigung jeglicher Diskriminierung gleichgeschlechtlich l(i)ebender und transidenter Frauen und Männer in allen Rechtsbereichen in Österreich“. Insbesondere ist die konsequente Verankerung des Grund- und Menschenrechts auf Selbstbestimmung des Sexual- und Liebeslebens, wie es bereits vom Europäischen Gerichtshof für Menschenrechte und zum Teil auch vom österreichischen Verfassungsgerichtshof anerkannt wird, in der Gesetzgebung und die Umsetzung in der Rechtspraxis ein wesentlicher Arbeitsschwerpunkt.
Im Besonderen soll der bestehende Schutz, den die österreichische Rechtsordnung gegen Diskriminierung und Verhetzung (auf Grund von Geschlecht, Rasse, ethnischer Herkunft, Religion etc.) bietet, auch auf „sexuelle Orientierung“ erweitert und ein umfassendes und wirksames Antidiskriminierungsgesetz erlassen werden.

## Arbeit
Das RKL ist besonders in der Lebensformenpolitik aktiv. So sollen durch die Gleichstellung gleich- und verschiedengeschlechtlicher, nichtehelicher Lebensgemeinschaften, sowie durch Öffnung der Zivilehe für gleichgeschlechtliche Paare diesen dieselben Wahlmöglichkeiten für die rechtliche Ausgestaltung ihrer PartnerInnenschaften eröffnet werden wie heterosexuellen. Auch sollen dadurch gleichgeschlechtliche Paare genauso anerkannt und sozial abgesichert werden wie verschiedengeschlechtliche.
Die Rehabilitierung der Opfer der früheren anti-homosexuellen Sonderstrafgesetzgebung und deren Entschädigung sind weitere Arbeitsschwerpunkte. Daneben arbeitet das RKL auch in der International Lesbian and Gay Association (ILGA mit Sitz in Brüssel mit um sicherzustellen, dass in der Arbeit internationaler Organisationen, wie UNO, Europarat, EU und OSZE auch die Menschenrechte und Grundfreiheiten von homosexuellen Frauen und Männern berücksichtigt werden. Darüber hinaus bietet das RKL betroffenen Personen kostenlose Rechtsberatung und Hilfe bei allen Fragen im Zusammenhang mit Partnerschaft, Erb- und Wohnungsangelegenheiten, Strafrecht, Arbeitsrecht, Rechtsfragen im Zusammenhang mit HIV bzw. Aids u. a. m.) Die Beratung wird von qualifizierten Juristen durchgeführt.

## § 209
Größter Erfolg des Rechtskomitee Lambdas ist die Aufhebung des § 209 StGB. Dieser wurde 1971 nach der Abschaffung des Totalverbotes von Homosexualität in Österreich (§ 129b StGB – vergleichbar mit dem § 175 im deutschen Strafgesetzbuch) neben drei weiteren Strafrechtsparagrafen eingeführt. Gerade der § 209 StGB wurde von der österreichischen Lesben- und Schwulenbewegung massiv bekämpft. Nachdem alle politischen Versuche diesen Paragrafen abzuschaffen gescheitert waren, zog das Rechtskomitee Lambda mit einem Fall vor Gericht. Im Jahr 2002 hob daraufhin der Verfassungsgerichtshof diesen anti-homosexuellen Paragrafen ersatzlos auf. In der Folge beschloss der Nationalrat einstimmig, § 209 StGB bereits vorzeitig aufzuheben. Die Aufhebung trat am 14. August 2002 in Kraft; gleichzeitig wurde mit dem § 207b StGB eine Ersatzbestimmung eingeführt, die ein einheitliches Mindestalter festlegt und auch für heterosexuelle Sexualkontakte gilt.